# Saint-Hilaire-des-Landes

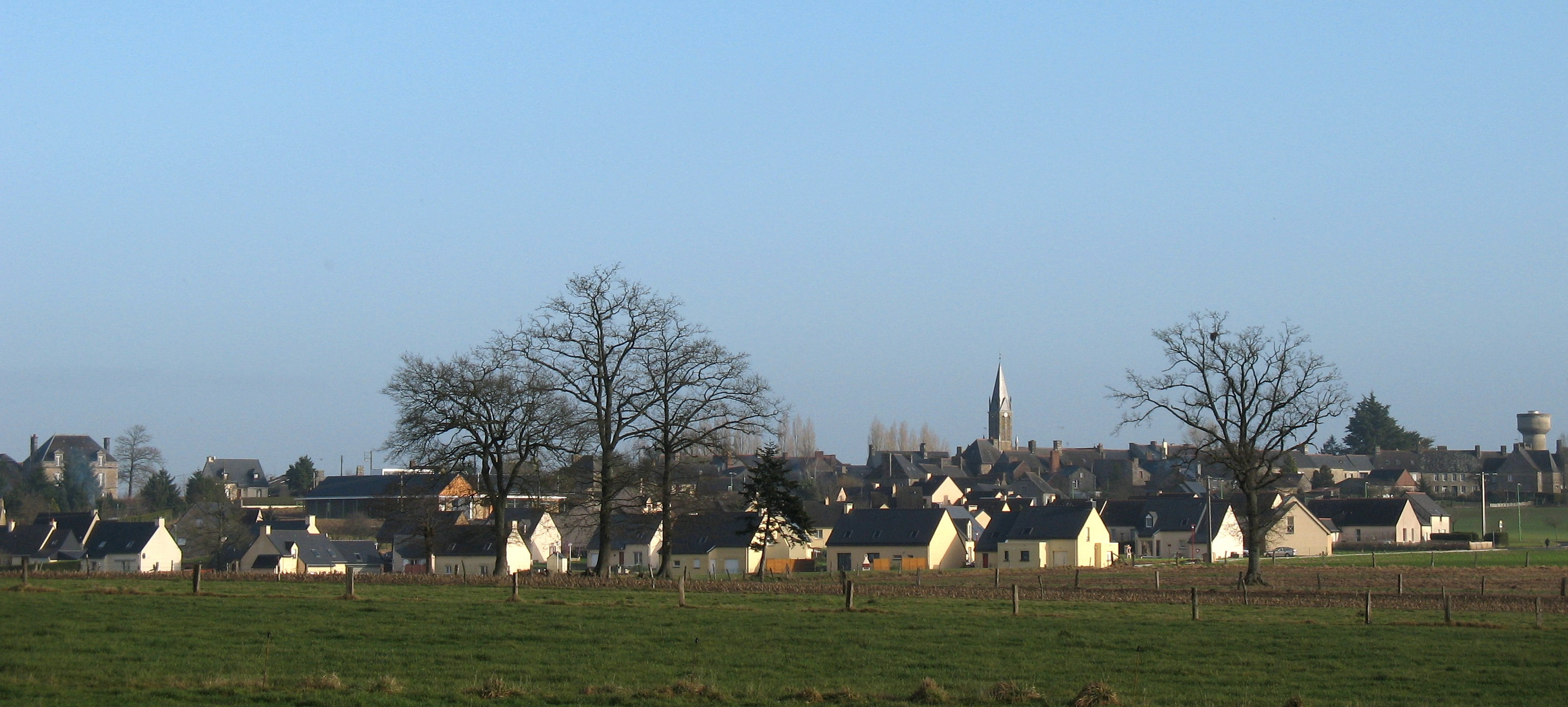
Saint-Hilaire-des-Landes

Saint-Hilaire-des-Landes (bret. Sant-Eler-al-Lann) – miejscowość i gmina we Francji, w regionie Bretania, w departamencie Ille-et-Vilaine.
Według danych na rok 1990 gminę zamieszkiwały 893 osoby, a gęstość zaludnienia wynosiła 49 osób/km² (wśród 1269 gmin Bretanii Saint-Hilaire-des-Landes plasuje się na 618. miejscu pod względem liczby ludności, natomiast pod względem powierzchni na miejscu 552.).